# Chrysopeleiidae
Die Chrysopeleiidae sind eine Familie der Schmetterlinge (Lepidoptera).

## Merkmale
Die Falter erreichen eine Flügelspannweite von 6 bis 18 Millimeter. Der Kopf ist mit dicht anliegenden Schuppen bedeckt. Die Fühler sind deutlich kürzer als die Vorderflügel, das Fühlerbasisglied (Scapus) hat keinen beborsteten Kamm. Die Augen sind mittelgroß, Ocellen fehlen. Die Labialpalpen sind ziemlich lang und nach oben gebogen. Sie haben vorn keine Schuppenbüschel. Das dritte Segment gleicht normalerweise dem zweiten Segment und ist apikal gestutzt. Die Vorderflügel sind schmal und lanzettlich, manchmal sind sie mit kleinen Büscheln abstehender Schuppen versehen. Es sind zwei oder drei Medianadern angelegt, M1 ist manchmal mit R4+5 gestielt. Die Hinterflügel sind lanzettlich linear oder linear. Die Ader M1 ist gewöhnlich mit der Ader Rs gestielt. Das mittlere Spornpaar der Tibien der Hinterbeine befindet sich vor der Mitte. Die Abdominaltergite haben keine spezialisierten lanzettlichen Schuppen. Die längs verlaufenden Sklerotisierungen des zweiten Tergits sind sehr kurz oder fehlen.
Bei den Männchen ist der Uncus fingerförmig und an der Basis mit dem sehr kurzen bandförmigen Tegumen verschmolzen oder reduziert. Der Gnathos fehlt. Die Valven sind symmetrisch oder leicht asymmetrisch. Sie sind gleichlappig oder apikal in zwei oder drei verschieden geformte Lappen geteilt. Der Aedeagus ist sklerotisiert, manchmal lang und an der Basis mit Vinculum und Saccus verschmolzen. Cornuti sind nicht ausgebildet. Manchmal treten besondere zusätzliche Strukturen in Erscheinung, wie beispielsweise blasenförmige Anhänge auf den Valven mit großen sklerotisierten Stacheln oder verschiedene Auswüchse auf dem 8. Segment.
Bei den Weibchen ist der Ovipositor mäßig lang. Das Ostium ist häufig von typischen kornartigen Strukturen umgeben oder tritt als hervorstehende Genitalplatte heraus (Sterigma). Der Ductus seminalis verschmilzt unmittelbar vor dem ziemlich breiten und normalerweise sklerotisierten Antrum mit dem Ductus bursae. Der Ductus bursae ist mehr oder weniger gebogen, hat eine raue Oberfläche oder ist mit sklerotisierten Längsbändern versehen. Die Bursa copulatrix ist rundlich oder oval und hat paarige reißzweckenartige oder kappenförmige Signa.
Die Raupen sind ziemlich kurz und dick. Sie sind spindelförmig und bewegen sich nur langsam. Sie sind farblos und verfärben sich vor der Verpuppung braun. Sekundärborsten sind nicht angelegt.
Die Puppen haben eine ziemlich harte Cuticula, die Labialpalpen und die Femura der Vorderbeine sind verdeckt. Die Segmente des Abdomens sind unbeweglich, da die Flügelscheiden beinahe die gesamte Bauchseite bedecken. Ein Kremaster ist nicht vorhanden, an der Spitze des Abdomens befinden sich lediglich kleine gebogene Häkchen.

## Verbreitung
Die Familie ist besonders in Zentralasien, Südasien, in Afrika und in Amerika artenreich vertreten. In der Paläarktis kommen mehr als 50 Arten vor. In Europa sind 16 Arten beheimatet, die sich auf sechs Gattungen verteilen.

## Biologie
Die Vertreter der Familie sind hauptsächlich in ariden und semiariden Gebieten wie Wüsten, Steppen und Savannen beheimatet. Nur wenige Arten kommen auch in den Wäldern der gemäßigten Zone vor. Die Raupen leben hauptsächlich an Hülsenfrüchtlern (Fabaceae), Tamariskengewächsen (Tamaricaceae), Knöterichgewächsen (Polygonaceae) und Kreuzdorngewächsen (Rhamnaceae). Sie minieren in Samenkapseln, Blättern und Zweigen, selten leben sie auch in Gespinsten zwischen zusammen gesponnenen Blättern und Blüten. Einige Arten rufen Pflanzengallen hervor. Die Falter sind nachtaktiv und kommen ans Licht. In Ruhehaltung drücken sie sich eng an den Boden und beginnen bei Störung zu springen.

## Systematik
Bei den Chrysopeleiidae handelt es sich um eine hochspezialisierte Familie mit sehr wenigen plesiomorphen Merkmalen. Breitflügelige Flügelformen fehlen völlig. Bei der Genitalarmatur der Männchen sind einige Apomorphieen erwähnenswert. Dazu gehören beispielsweise das reduzierte Tegumen, die morphologische Integration verschiedener Teile wie die Verschmelzung der Valvenbasen mit dem Aedeagus und das veränderte achte Segment. Apomorphien sind auch in den Genitalarmaturen der Weibchen vorhanden. Die Chrysopeleiidae ähneln in vielerlei Hinsicht den am meisten spezialisierten Arten der Prachtfalter (Cosmopterigidae) und werden häufig als Unterfamilie dieser Familie betrachtet. Eine genaue Analyse morphologischer Daten hat allerdings gezeigt, dass sich die meisten speziellen Eigenschaften unabhängig voneinander entwickelt haben oder fälschlicherweise als homolog betrachtet wurden. Aus diesem Grund werden die Chrysopeleiidae von einigen Autoren als separate Familie betrachtet. Die beträchtliche Ähnlichkeit mit einigen Vertretern der Fransenmotten (Momphidae) und der Prachtfalter hat in der Vergangenheit dazu geführt, dass viele Arten aus tropischen Regionen diesen beiden Familien zugeordnet wurden.
- Afeda Hodges, 1978
- Ascalenia Wocke, 1877
- Bifascia Amsel, 1961
- Bifascioides Kasy, 1968
- Calanesia Sinev, 1990
- Calycopathra Meyrick, 1891
- Chrysopeleia Chambers, 1874
- Gisilia Kasy, 1968
- Ithome Chambers, 1875
- Nepotula Hodges, 1964
- Obithome Hodges, 1964
- Perimede Chambers, 1874
- Periploca Braun, 1919
- Pristen Hodges, 1978
- Siskiwitia Hodges, 1969
- Sorhagenia Spuler, 1910
- Stilbosis Clemens, 1860
- Walshia Clemens, 1864

## Belege
1. 1 2 3 4 5 6 7 8  J. C. Koster, S. Yu. Sinev: Momphidae, Batrachedridae, Stathmopodidae, Agonoxenidae, Cosmopterigidae, Chrysopeleiidae. In: P. Huemer, O. Karsholt, L. Lyneborg (Hrsg.): Microlepidoptera of Europe. 1. Auflage. Band 5. Apollo Books, Stenstrup 2003, ISBN 87-88757-66-8, S. 169 (englisch).
2. ↑  Chrysopeleiinae bei Fauna Europaea. Abgerufen am 19. März 2012